# Manchester (hrabstwo Green Lake)
Manchester – miasto w Stanach Zjednoczonych, w stanie Wisconsin, w hrabstwie Green Lake.